# Isulan

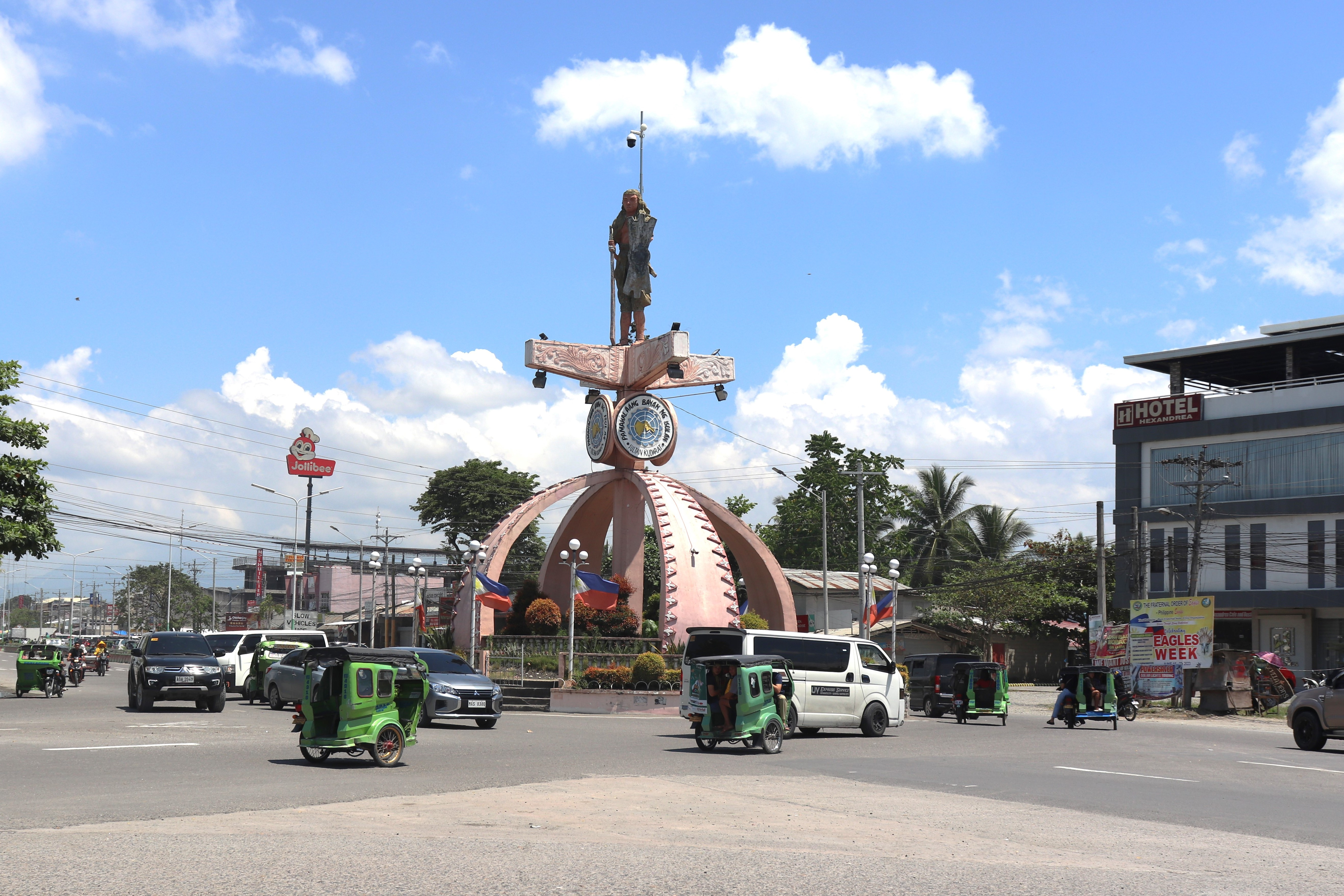
Rond-point d'Isulan

Isulan est une ville de 1re classe, capitale de la province du Sultan Kudarat aux Philippines.
Selon le recensement de 2010 elle est peuplée de 96 528 habitants.

## Barangays
Isabela est divisée en 17 barangays :
- Bambad
- Bual
- D'Lotilla
- Dansuli
- Impao
- Kalawag I
- Kalawag II
- Kalawag III
- Kenram
- Kolambog
- Kudanding
- Lagandang
- Laguilayan
- Mapantig
- New Pangasinan
- Sampao
- Tayugo

## Démographie
| Année | Habitants | Évolution |
| ----- | --------- | --------- |
| 1995  | 65 202    | -         |
| 2000  | 73 129    | 12,16 %   |
| 2007  | 79 277    | 8,41 %    |
| 2010  | 96 528    | 21,76 %   |